# (7621) Sweelinck
(7621) Sweelinck ist ein Asteroid des äußeren Hauptgürtels, der am 24. September 1960 von dem niederländischen Astronomenehepaar Cornelis Johannes van Houten und Ingrid van Houten-Groeneveld entdeckt wurde. Die Entdeckung geschah im Rahmen des Palomar-Leiden-Surveys, bei dem von Tom Gehrels mit dem 120-cm-Oschin-Schmidt-Teleskop des Palomar-Observatoriums aufgenommene Feldplatten an der Universität Leiden durchmustert wurden.
Die Bahnneigung von (7621) Sweelinck ist mit 0,31° gering, sie ist der Ebene der Erdbahn um die Sonne ähnlicher als die Bahn der anderen sieben Planeten.
Der Asteroid gehört zur Themis-Familie, einer Gruppe von Asteroiden, die nach (24) Themis benannt wurde. Die zeitlosen (nichtoskulierenden) Bahnelemente von (7621) Sweelinck sind fast identisch mit denjenigen des größeren, wenn man von der Absoluten Helligkeit von 12,3 gegenüber 14,5 ausgeht, Asteroiden (5346) Benedetti.
(7621) Sweelinck ist nach dem niederländischen Organisten und Komponisten Jan Pieterszoon Sweelinck (1562–1621) benannt, der als Organist in der Oude Kerk in Amsterdam großen Einfluss auf die Norddeutsche Orgelschule des 17. Jahrhunderts ausübte. Die Benennung erfolgte am 16. Oktober 1997. Sweelinck gilt zusammen mit Girolamo Frescobaldi als der einflussreichste Komponist für Tasteninstrumente der ersten Hälfte des 17. Jahrhunderts. Nach Frescobaldi wurde der Asteroid des äußeren Hauptgürtels (11289) Frescobaldi benannt.